# Sony Xperia TX
Sony Xperia TX — смартфон фирмы Sony на платформе Google Android в корпусе типа «моноблок», анонс которого состоялся 29 августа 2012 года в Берлине на IFA 2012 года.
Xperia TX имеет 4,55" сенсорный экран с мобильной технологией BRAVIA ENGINE, которая оптимизирует изображение, двухъядерный процессор, 13 Мп основную (1080p) и 1,3 Мп фронтальную камеру (720p), MHL-выход, 1 ГБ оперативной памяти и 16 ГБ внутренней памяти, которую можно увеличить картой памяти объемом до 32 ГБ.

## Технические особенности
Емкостный сенсорный дисплей 4,55 дюйма с разрешением 720x1280 поддерживает технологию Sony Mobile BRAVIA ENGINE и способен отображать до 16777216 цветов. Сенсор основной камеры в 13 мегапикселов с технологией Exmor R для улучшения качества съёмки в условиях низкой освещённости способен записывать видео в разрешении 1080p FullHD и также возможность съемки в HDR, в аппарате присутствует также фронтальная 1,3 Мп камера. Устройство оснащено 1,5 ГГц двухъядерным процессором, 1 ГБ оперативной памяти, 16 ГБ встроенной памяти, а также MHL разъёмом для просмотра фотографий и видео с устройства на экране телевизора. В устройстве реализована поддержка NFC.
Аппаратные сенсоры: акселерометр, гироскоп, магнитометр, датчик освещённости и датчик приближения.

## Программное обеспечение
Sony Xperia TX поставляется с установленной операционной системой Google Android 4.0.4 (ICS). В марте 2013 года произошло обновление системы до версии 4.1.2 Jelly Bean. В январе 2014 года аппарат получил обновление до версии Android 4.3.

## Дополнительно
Смартфон вышел в Японии как Sony Xperia GX.